# Великоберезнянська районна рада
Великоберезнянська районна рада — районна рада у межах Великоберезнянського району Закарпатської області. Великоберезнянській районній раді підпорядковані одна селищна і 19 сільських рад, до складу яких входять 32 населених пункти: одне селище міського типу — Великий Березний та 31 село.

## Склад
За підсумками виборів, що відбулися 25 жовтня 2015 року, депутатами районної ради стали 10 представників Аграрної Партії України, 8 — Єдиного Центру,10 представників Партії "Блок Петра Порошенка «Солідарність», 3 — Радикальної партії Олега Ляшка, 3 депутати від політичної партії Опозиційний блок. Головою райради з 8 грудня 2015 року є Шукаль Ярослав Юрійович.